# Majdan (powiat miński)
Majdan – wieś sołecka w Polsce położona w województwie mazowieckim, w powiecie mińskim, w gminie Siennica.
W latach 1975–1998 miejscowość należała administracyjnie do województwa siedleckiego.
Wierni Kościoła rzymskokatolickiego należą do parafii Świętej Trójcy w Kołbieli.